# Пиума
Пиума (порт. Piúma) — муниципалитет в Бразилии, входит в штат Эспириту-Санту. Составная часть мезорегиона Центр штата Эспириту-Санту. Входит в экономико-статистический микрорегион Гуарапари. Население составляет 19 094 человека на 2006 год. Занимает площадь 73,504 км². Плотность населения — 259,8 чел./км².

## История
Город основан 24 декабря 1963 года.

## Статистика
- Валовой внутренний продукт на 2003 составляет 67 022 350,00 реалов (данные: Бразильский институт географии и статистики).
- Валовой внутренний продукт на душу населения на 2003 составляет 3894,16 реалов (данные: Бразильский институт географии и статистики).
- Индекс развития человеческого потенциала на 2000 составляет 0,776 (данные: Программа развития ООН).

## Климат
Климат местности: тропический.